# Роже (граф Мэна)
Роже (фр. Roger; 855/865 — 897 / 1 ноября 900) — граф Мэна (886—893 и 895—897/900), родоначальник дома Гугонидов.

## Биография
Точное происхождение Роже неизвестно. По одной версии, он был потомком живших в VIII веке графов Ле-Мана. Кристиан Сеттипани отождествил Роже с одноимённым графом, который в 892 году помог своему дяде, графу Буржа Гуго. В этом случае, он должен был быть сыном сестры графа Гуго. Также возможно, что он был братом графа Бассини Гуго и дядей графа Лана Роже I.
Роже женился на Ротильде (дочери правителя Западно-Франкского королевства Карла II Лысого), благодаря чему породнился с Каролингами. В 895 году в битве с норманнами погиб маркиз Нейстрии и граф Мэна Рагенольд из дома Роргонидов. Поскольку остальные мужские представители дома Роргонидов в то время были ещё малолетними, император Карл III Толстый назначил маркизом Нейстрии своего приближенного Генриха, а графство Мэн отдал Роже. В 893 году новый король западных франков Эд сместил Роже, передав графство своему приближенному Гозлену II из дома Роргонидов. Однако Гозлен удержать графство не смог, и уже в 895 году Роже снова стал графом Мэна.

## Брак и дети
Жена: Ротильда Франкская (871 — 22 марта 929), дочь правителя Западно-Франкского королевства Карла II Лысого.
Дети:
- Гуго I (умер в 939/955) — граф Мэна с 897/900 года;
- Юдит (?) (898—925) муж: ок. 914 года — герцог Франции Гуго Великий (897—956);
- Ротильда (?) (умерла в 965), аббатиса монастыря Буксиэр-о-Дам в 937—965 годах.